# Kassena Nankana
Kassena Nankana är ett distrikt i Ghana.   Det ligger i regionen Övre östra regionen, i den norra delen av landet, 600 km norr om huvudstaden Accra. Antalet invånare är 96 833. Arean är 1 657 kvadratkilometer.
Terrängen i Kassena Nankana är lite kuperad.